# Eicochrysops
Eicochrysops is een geslacht van vlinders uit de familie van de Lycaenidae, uit de onderfamilie van de Polyommatinae. De soorten van dit geslacht komen alleen voor in tropisch Afrika.

## Soorten
- E. antoto (Strand, 1911)
- E. damiri Turlin, 1995
- E. distractus (de Joannis & Verity, 1913)
- E. dudgeoni Riley, 1929
- E. eicotrochilus Bethune-Baker, 1924
- E. fontainei Stempffer, 1961
- E. hippocrates (Fabricius, 1793)
- E. masai (Bethune-Baker, 1905)
- E. meryamae Rougeot, 1983
- E. messapus (Godart, 1824)
- E. pauliani Stempffer, 1950
- E. pinheyi Heath, 1985
- E. rogersi Bethune-Baker, 1924
- E. sanguigutta (Mabille, 1879)
- E. sanyere Libert, 1993